# Manolo Valdés
Pour les articles homonymes, voir Valdés.
Manolo Valdés, né Manuel Valdés Blasco le 8 mars 1942 à Valence (Espagne), est un peintre, sculpteur et graveur espagnol.

## Biographie
Né à Valence, en Espagne en 1942, il commence sa formation de peintre à l'âge de 15 ans à son entrée à l'Académie des Beaux Arts de San Carlos de Valence.
En 1964, Valdés, Rafael Solbes et Juan Antonio Toledo collaborent pour créer le groupe valencien de Estampa Popular, un groupe d'artistes qui utilise du pop art en réponse à la dictature espagnole de Francisco Franco et l'histoire de l'art lui-même. Ensemble, ils créent aussi Equipo Crónica l'année suivante. Après la mort de Solbes en 1981, le groupe se dissout et Valdés se réinvente.
Il reçoit en 1983 le prix national d'arts plastiques puis en 1998 la Médaille d'or du mérite des beaux-arts par le Ministère de l'Éducation, de la Culture et des Sports. Manolo Valdés est un des rares artistes aujourd'hui à réussir à maîtriser à la fois les disciplines de dessin, de peinture, de sculpture et de gravure. Dans chacune de ces spécialités, il se montre techniquement qualifié, très original, novateur et sans cesse provocateur.
Il s'appuie largement sur le patrimoine artistique espagnol, en particulier le travail de Velázquez et l'informalisme de ses prédécesseurs comme Manolo Millares, Antonio Saura et Antoni Tàpies. En utilisant des techniques de gravure, sérigraphie et collage, les gravures de Manolo Valdés font référence à d'autres maîtres, dont Rembrandt, Rubens et Matisse, créant une touche intellectuelle qui emporte les ouvrages historiques importants hors de leur contexte d'origine. Aujourd'hui, Valdés vit et travaille entre New York et Madrid.
Les œuvres de Manolo Valdés peuvent être vues dans de nombreuses collections publiques et privées, y compris : Fonds National d'Arts Plastiques de Paris, Fundación Caja de Pensiones de Barcelone, Fundación del Museo Guggenheim Bilbao de Bilbao, Instituto Valenciano de Arte Moderno de Valence, Kunsthalle à Kiel, Kunstmuseum de Berlin; le Metropolitan Museum of Art et le Museum of Modern Art de New York, Musée national d'art moderne, Centre Georges Pompidou de Paris, Museo de Arte Contemporáneo Internacional Rufino Tamayo à Mexico, Museo Nacional Centro de Arte Reina Sofía de Madrid, Fondation Veranneman de Kruishoutem.

## Œuvre
Le travail de Manolo Valdés est plus qu’une réinterprétation de l'histoire de l'art. Cette inspiration, il la trouve aussi chez Pablo Picasso et chez Henri Matisse.
L’exposition de Sienne montre de nombreux dessins d’après les maîtres, où Valdés reprend leurs formes, leurs motifs ; sur un papier transparent, il sait rendre en quelques lignes leur essence même, immédiatement reconnaissable.
Ses sculptures, comme les « Têtes de Lydia » ou les « Ménines », se déclinent en divers matériaux, bronze, pâte de verre.
Les toiles ont différentes textures : toiles de jute repliées, recousues, badigeonnées de bitume, de pigments, surchargées de masses de peinture, comme une blessure, un goitre. Parmi les plus impressionnantes, un Christ en croix, une grande toile titrée « Compositions » et un éventail fait de bandes de tissus cousues entre elles, d’un bleu céleste. Aussi, de nombreux portraits de femmes, le visage coupé par une ligne médiane, évoquant ici Matisse ou Picasso.
Cofondateur du groupe Equipo Crónica dans les années 1960. Depuis 1974, il expose régulièrement à la galerie Maeght.
Manolo Valdés a exposé ses sculptures représentant des têtes chapeautées à l'entrée du château de Chambord d'avril à septembre 2010.
Dans son livre La vie liquide, le sociologue Zygmunt Bauman le considère comme l'un des représentants les plus remarquables de l'art liquide avec Herman Braun-Vega et Jacques Villeglé.